# Erika Seywald

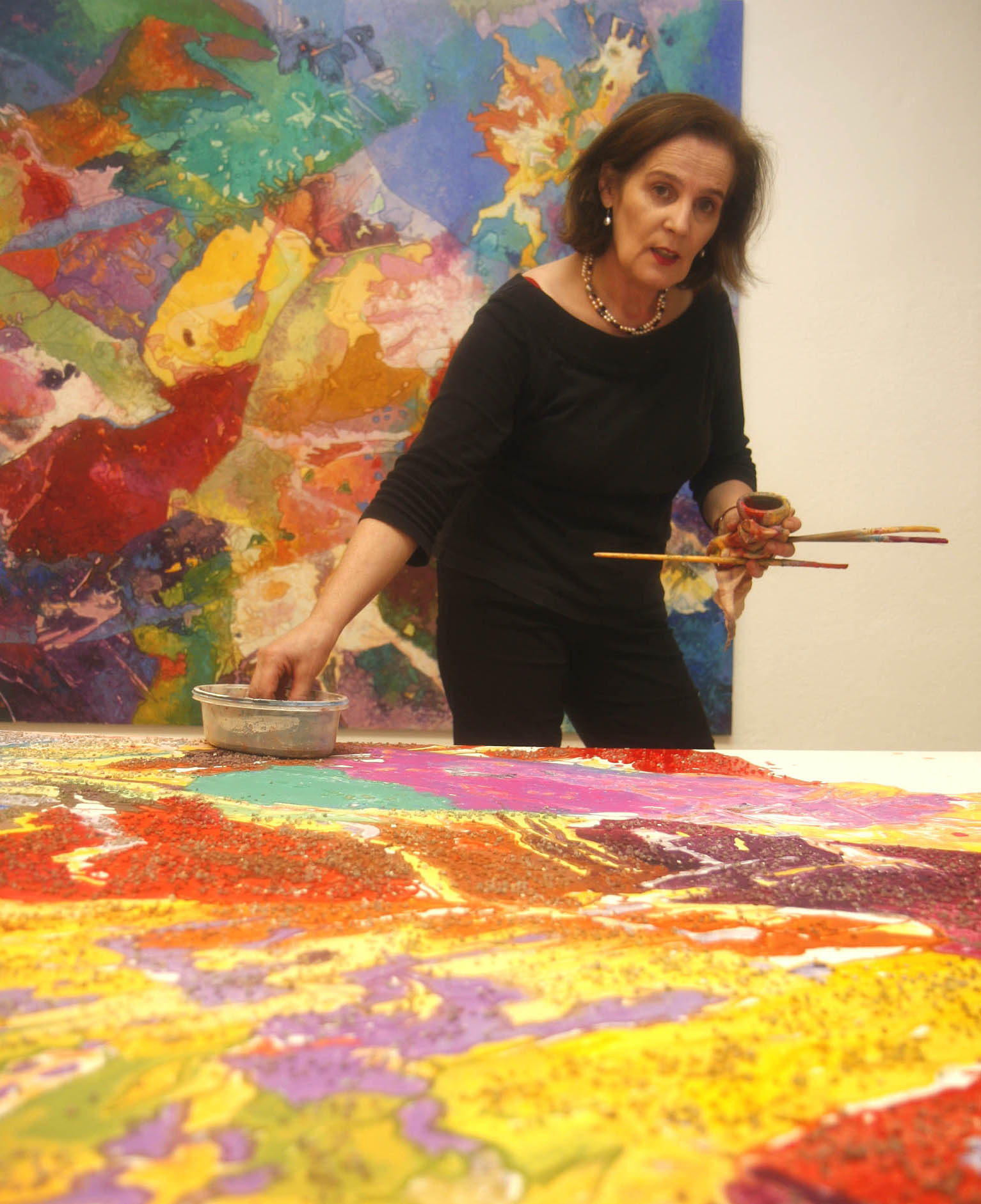
Erika Seywald

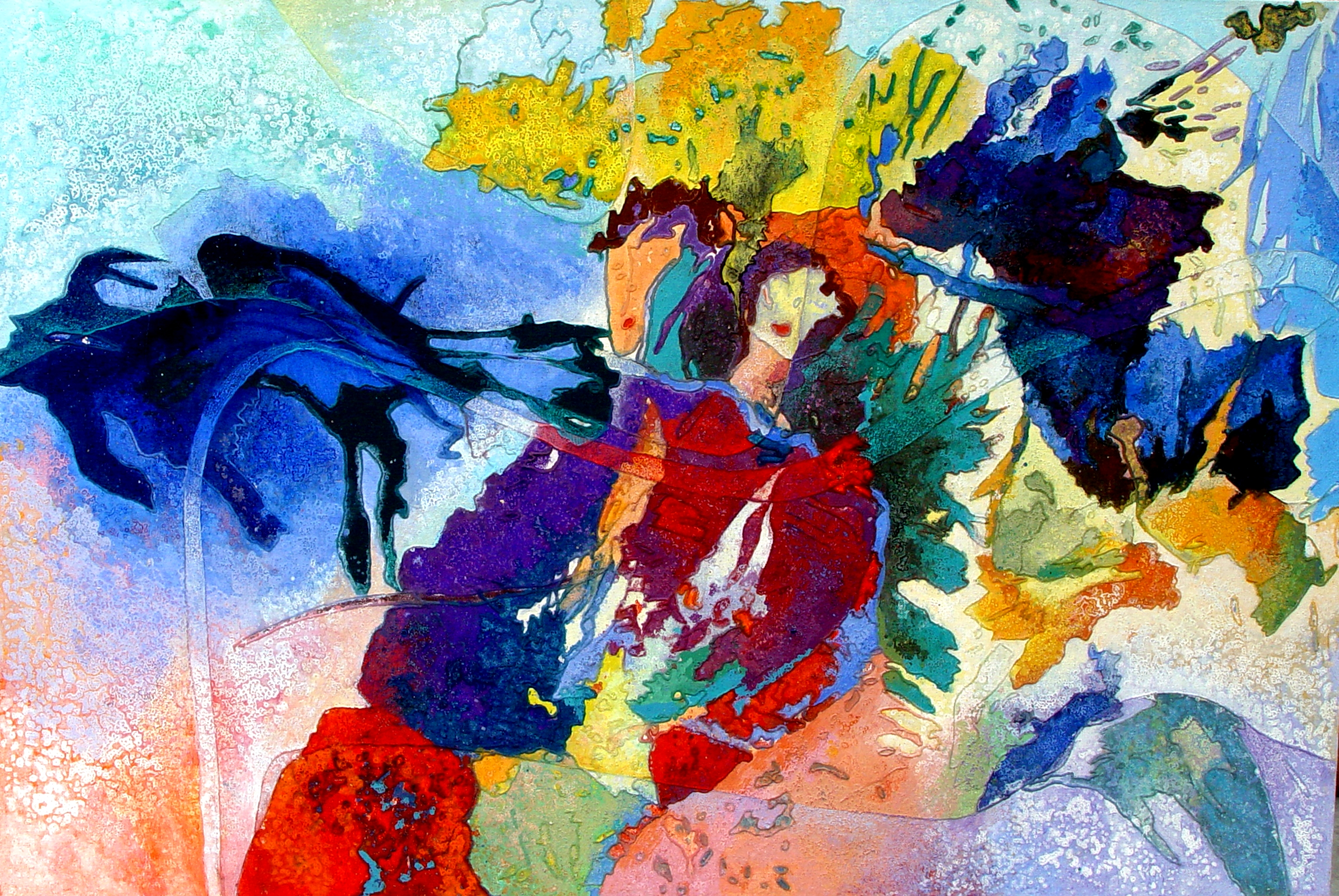
Erwartung, Öl auf Leinwand, 2006

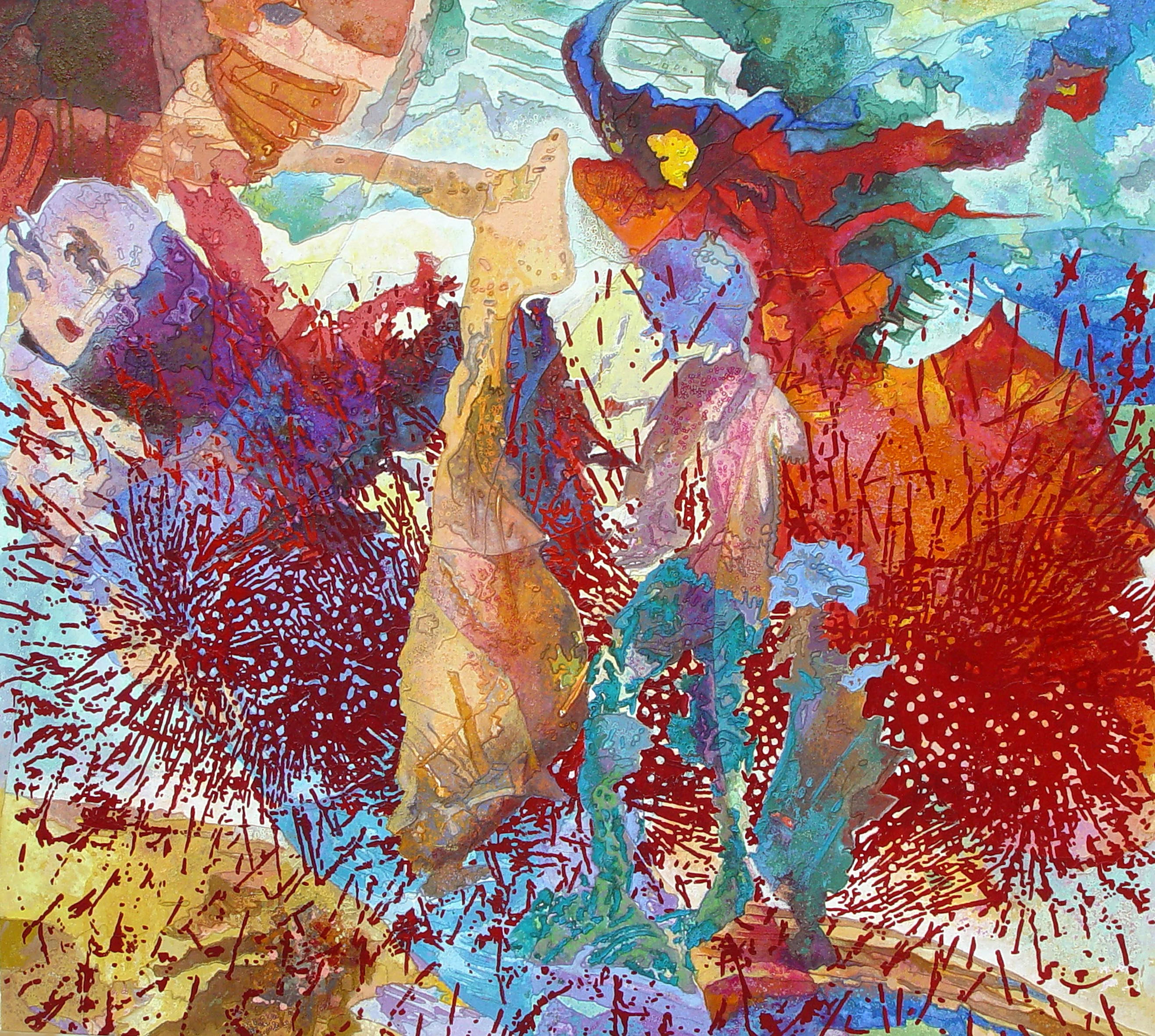
Garten der Erinnerung, Öl auf Leinwand, 2012

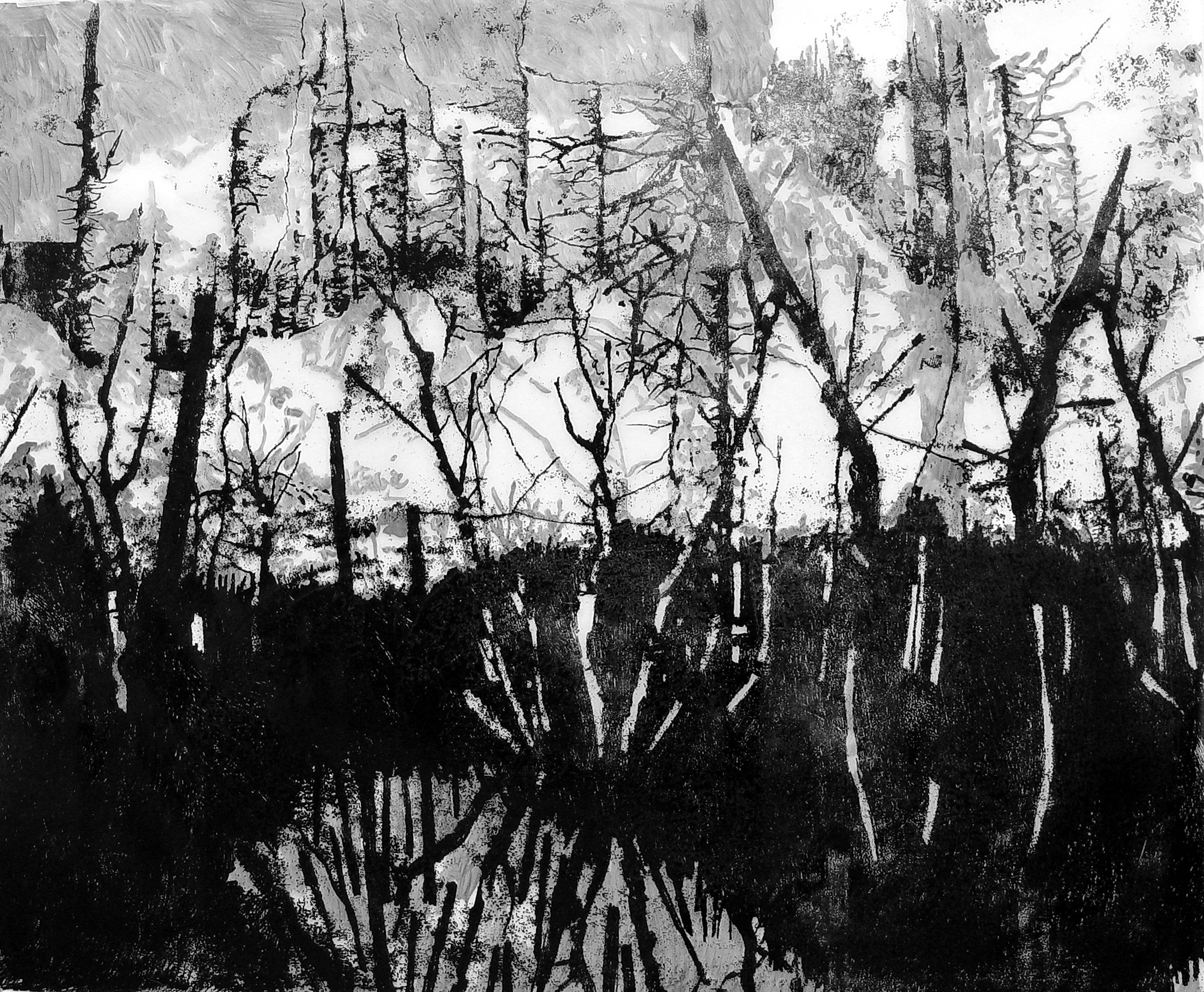
Erika Seywald, Landschaft, Ölfarbe Graphit auf Transparentpapier, 2011

Erika Seywald (* 18. November 1955 in Berg im Drautal) ist eine österreichische Malerin.

## Leben und Wirken
Erika Seywald beschäftigt sich seit den 1970er Jahren mit abstrakter Malerei und präsentiert ihre teilweise großformatigen, farbkräftigen Bilder in Einzel- oder Gruppenausstellungen. Ihr Werk umfasst grafische Arbeiten in Monotypietechnik, Eitempera- und Ölbilder. Themen sind die Entstehung des Lebens und seine Vergänglichkeit, die Bestimmung der Natur und des Kosmos und der Mensch in seiner Ausgeliefertheit.
Nach der Matura in Lienz besuchte sie von 1974 bis 1979 die Akademie der bildenden Künste Wien und war dort Schülerin von Gustav Hessing. Nach dem Abschluss des Kunststudiums an der Akademie und der Geschichte an der Universität Wien erhielt sie 1978 bis 1982 ein Auslandsstipendium für die Türkei und befasste sich mit byzantinischer Höhlenmalerei, Himmelsbeobachtungen und Naturstudien in Kappadokien bei Ürgüp und Göreme. Von 1982 bis 2021 unterrichtete sie am GRG3 Gymnasium Hagenmüllergasse in Wien. Seit 1993 ist sie Mitglied des Künstlerhaus Wien.
In der von ihr entwickelten „Sandtechnik“ verwendet sie feinkörnigen Korund, um auf der horizontal liegenden Leinwand Spuren zu ziehen und so die verdünnten Ölfarben voneinander zu trennen, und grobkörnigen Quarz, um den Farbflächen der abstrakten Figuren eine eigene Struktur zu geben. Während die groben Sandkörner nach Abschluss der Arbeit wieder entfernt werden, bleiben die feinkörnigen Sandlinien quer über die Leinwand bestehen und geben dem  Bild durch ihr Glitzern im künstlichen Licht eine  Aura. Diese Technik hat Erika Seywald mehrfach verfeinert und weiterentwickelt.
Neben großformatigen Arbeiten mit poetischen Titeln schuf sie auch Variationen von Köpfen, Engeln, Tieren und Fabelwesen ebenso wie Himmelsstudien, Wasserbilder und grafische Einblicke in den Mikrokosmos.
Erika Seywald lebt und arbeitet in Wien.

## Auszeichnungen
- 1996 Liesl-Bareuter-Preis Künstlerhaus Wien
- 1996–1997 Softlab-Kulturpartnerschaft
- 1998 Theodor-Körner-Preis

## Mitgliedschaften
- IG Bildende Kunst Wien
- Künstlerhaus Wien
- Kunstverein Kärnten Klagenfurt

## Ausstellungen
Seit Beginn der Ausstellungstätigkeit 1989 (Wesen - Wesenhaft, Städtische Galerie Lienz) hatte sie etwa 30 Einzelausstellungen und 100 Ausstellungsbeteiligungen in Österreich, Deutschland, Schweiz und Polen. Werksverkäufe erfolgten an Museen, Sammlungen und Sammler in Europa, USA, VAE, Malaysia, Singapur, Hongkong und China.
Eine größere permanente Ausstellung von früheren Werken der 1970er Jahre sowie Werken der 2000er und 2010er Jahre befindet sich im Hotel Glocknerhof in Kärnten. Seit 2022 werden einige Kunstwerke in digitaler Form als NFTs vermarktet.

## Film
- Tadeusz Oratowski: Erika Seywald, Kolorowe pola, Krakau 2012[7]
- Art Movement BLOG, Erika Seywald: Die Unruhe der Farben[8]
- Künstlerporträt Erika Seywald, 2011[9]
- Erika Seywald: Leben in Farbe, 2011[10]